# Ludhiana
Ludhiana (panjabi ਲੁਧਿਆਣਾ hindi लुधियाना) és una ciutat i corporació municipal del Panjab (Índia), capital del tahsil i districte de Ludhiana. És la ciutat més gran del Panjab indi. la corporació municipal té una àrea de 310 km². Està situada a la vora del Sutlej a uns 13 km, a 30° 54′ N, 75° 51′ E / 30.9°N,75.85°E. Té aeroport a Sahnewal, a pocs quilòmetres de la ciutat. El projecte d'aeroport internacional a Halwara fou cancel·lat. Consta al cens del 2001 amb una població d'1.395.053 habitants. El 1881 era de 44.163 habitants i el 1901 de 48.649.

## Història
Davant els atacs balutxis, els habitants de la regió que després fou Ludhiana van demanar ajut al sultanat de Delhi que hi va enviar a dos generals de noms Yusaf Khan i Nihang Khan amb un exèrcit. Al que després fou la ciutat de Ludhiana hi havia un llogaret anomenat Mir Hota que Nihang Khan, que va estacionar al lloc com a governador imperial, va rebatejar Ludhiana en honor de la família imperial Lodis (Lodhi). El va succeir el seu fill i després el seu net Jalal Khan que fou el que va construir la fortalesa; els seus fill es van repartir el territori i van establir a la gent en pobles. En temps dels nets de Jalal Khan, Alu Khan i Khizr Khan, la dinastia Lodi fou enderrocada (1526) pels mogols de Baber i els lodis locals van esdevenir vassalls imperials mogols; segons la tradició van conservar la zona algunes generacions però probablement el seu domini sota els mogols, fou quan menys precari i tot rastre n'ha desaparegut fins i tot les tombes de Nihang i els seus successors.
Sota Akbar fou un mahal del sarkar de Sirhind de la suba de Delhi; els emperadors van cedir la part occidental als rais de Raikot que als primers anys del segle xviii van esdevenir semiindependents. Ckakar, Talwandi Rai (1748), Raikot (1648) i Jagraon (1680) són ciutats fundades pels rais de Raikot. El 1739 Nadir Shah de Pèrsia va fer una expedició i va arribar a la zona el 1739 i es diu que va massacrar als habitants, però els historiadors pensen que no és cert. El 1741, el sikh Ala Singh va derrotar a Rai Kalha II de Raikot i el va expulsar, però el rai aviat va recuperar el territori.
Ahmad Shah Abdali (Durrani) va arribar al Sutlej el 1747 i va trobar el camí tallat pel fill de l'emperador el príncep Kamardin, amb un exèrcit imperial procedent de Sirhind. Ahmad Shah va evitar inicialment el xoc però finalment va lluitar prop de Khanna. Els imperials haurien estat derrotats però les pèrdues molts grans pels dos costats van aturar la invasió; les tropes de Sirhind però ja no van poder resistir la posterior invasió quan a més estaven sent atacats pels caps (phulkians) i el rais de Raikot; aquestos van acabar agafant possessió de la ciutat de Ludhiana el 1760. Zain Khan fou nomenat governador imperial de Sirhind el 1761, però fou derrotat i mort pels sikhs el 1763, els quals van ocupar Sirhind que van arrasar.
Els sikhs havien esdevingut en aquestos anys un poder polític especialment al sud i sud-oest del districte i després de Sirhind van ocupar el tehsil de Samrala; els rais van retenir la major part dels tahsils de Ludhiana i Jagraon. Els sardars de Malaudh, del grup de caps phulkians, s'havien establert al sud de Ludhiana, a Jangal i Malaudh, i Sudha Singh Gill, un aventurer de Loharu, al districte de Ferozepur, dominava alguns pobles a l'entorn de Sahnewal. El 1767 Ahmad Shah va arribar a Ludhiana en la seva darrera expedició però ja no va anar més lluny. Vers el 1785, el riu Sutlej va canviar el curs i va deixar de passar per Ludhiana corrent en endavant a una dotzena de km.
Els rais van governar durant uns anys de manera suau, amb baixos impostos (1/4). El 1798 el rai Alias era un menor i fou atacat pels sikhs dirigits per Bedi Sahib Singh d'Una. Els agents del rais, Roshan i Gujar van combatre els sikhs a Jodh a 16 km al sud-oest de Ludhiana, sent derrotats; Roshan va morir i l'exèrcit fou dispersat; Bedi va assetjar Ludhiana, però els caps phulkians, amics del rais, van anar en el seu ajut i Bedi va aixecar el setge quan el rai va obtenir a més el suport de George Thomas.
Finalment el 1806 Ranjit Singh va creuar el Sutlej en la primera expedició contra els sobirans del Cis-Sutlej i va conquerir els territoris dels rais deixant només un parell de pobles pel manteniment de les dues vídues i va cedir Ludhiana al seu oncle el raja de Jind, Bagh Singh. El 1809 en la tercera invasió de Ranjit Singh al Cis-Sutlej, va signar un tractat (tractat de Lahore de finals del 1809) amb els britànics per les que quedaven aturades posterior conquestes però conservava els territoris dominats en les dues primeres expedicions; els estats no annexionats foren posats sota protectorat britànic; es va enviar al coronel David Ochterlony, i un campament militar britànic es va instal·lar a Ludhiana que llavors estava en mans del raja de Jind al que es va compensar amb altres territoris; el 1834 per extinció de la família de Jind, el territori de Ludhiana va passar als britànics per la doctrina del lapse i va formar el nucli del districte (el 1837 el principat de Jind fou restaurat sense aquestos territoris).
A la primera Guerra Sikh la petita guarnició de Ludhiana no va poder impedir l'atac del cap de Ladwa al campament militar (que fou cremat) ni es va poder oposar al pas del Sutlej per Ranjodh Singh. Sir Harry Smith va portar 4.000 a la ciutat després de perdre el seu equipament a la batalla de Baddowal, derrota compensada a la batalla d'Aliwal, prop del Sutlej, en la que Ranjodh Singh fou expulsat a l'altra banda del riu i la part superior del Sutlej va quedar net d'enemics. El 1846 el districte va adquirir bàsicament els límits que va mantenir un segle sota domini britànic en afegir alguns territoris annexionats de la província de Lahore i del sud del Sutlej. Des de llavors la ciutat de Ludhiana no va parar de créixer. La municipalitat es va crear el 1867.

## Clima
| Temperatures i precipitacions mitjanes de Ludhiana | Temperatures i precipitacions mitjanes de Ludhiana | Temperatures i precipitacions mitjanes de Ludhiana | Temperatures i precipitacions mitjanes de Ludhiana | Temperatures i precipitacions mitjanes de Ludhiana | Temperatures i precipitacions mitjanes de Ludhiana | Temperatures i precipitacions mitjanes de Ludhiana | Temperatures i precipitacions mitjanes de Ludhiana | Temperatures i precipitacions mitjanes de Ludhiana | Temperatures i precipitacions mitjanes de Ludhiana | Temperatures i precipitacions mitjanes de Ludhiana | Temperatures i precipitacions mitjanes de Ludhiana | Temperatures i precipitacions mitjanes de Ludhiana | Temperatures i precipitacions mitjanes de Ludhiana |
| Mes                                                | Gen                                                | Feb                                                | Mar                                                | Abr                                                | Mai                                                | Jun                                                | Jul                                                | Ago                                                | Set                                                | Oct                                                | Nov                                                | Des                                                |                                                    |
| -------------------------------------------------- | -------------------------------------------------- | -------------------------------------------------- | -------------------------------------------------- | -------------------------------------------------- | -------------------------------------------------- | -------------------------------------------------- | -------------------------------------------------- | -------------------------------------------------- | -------------------------------------------------- | -------------------------------------------------- | -------------------------------------------------- | -------------------------------------------------- | -------------------------------------------------- |
| Mitjana més altes °C (°F)                          | 19 (66)                                            | 21 (69)                                            | 26 (78)                                            | 34 (94)                                            | 38 (101)                                           | 39 (103)                                           | 34 (94)                                            | 33 (91)                                            | 33 (92)                                            | 32 (89)                                            | 26 (79)                                            | 21 (69)                                            |                                                    |
| Mitjana més baixes °C (°F)                         | 7 (44)                                             | 8 (47)                                             | 13 (55)                                            | 18 (65)                                            | 23 (73)                                            | 26 (79)                                            | 26 (79)                                            | 24 (76)                                            | 23 (74)                                            | 17 (63)                                            | 11 (52)                                            | 7 (45)                                             |                                                    |
| Precipitació mm (inches)                           | 20.3 (0.80)                                        | 38.1 (1.50)                                        | 30.5 (1.20)                                        | 20.3 (0.80)                                        | 20.3 (0.80)                                        | 61 (2.40)                                          | 228.6 (9.00)                                       | 188 (7.40)                                         | 86.4 (3.40)                                        | 5.1 (0.20)                                         | 12.7 (0.50)                                        | 20.3 (0.80)                                        |                                                    |
| Font:                                              |                                                    |                                                    |                                                    |                                                    |                                                    |                                                    |                                                    |                                                    |                                                    |                                                    |                                                    |                                                    |                                                    |